# L'Énigme de la Blancarde
L'Énigme de la Blancarde est un roman écrit par Jean Contrucci, publié pour la première fois en 2002 et édité par JC Lattès dans la collection Les Nouveaux Mystères de Marseille. Inspiré d'une affaire criminelle de la fin du XIXe siècle, l'affaire Mouttet, le roman a reçu le grand prix Paul-Féval de littérature populaire pour l'année 2003. 

## L'affaire Mouttet, source d'inspiration de l’œuvre

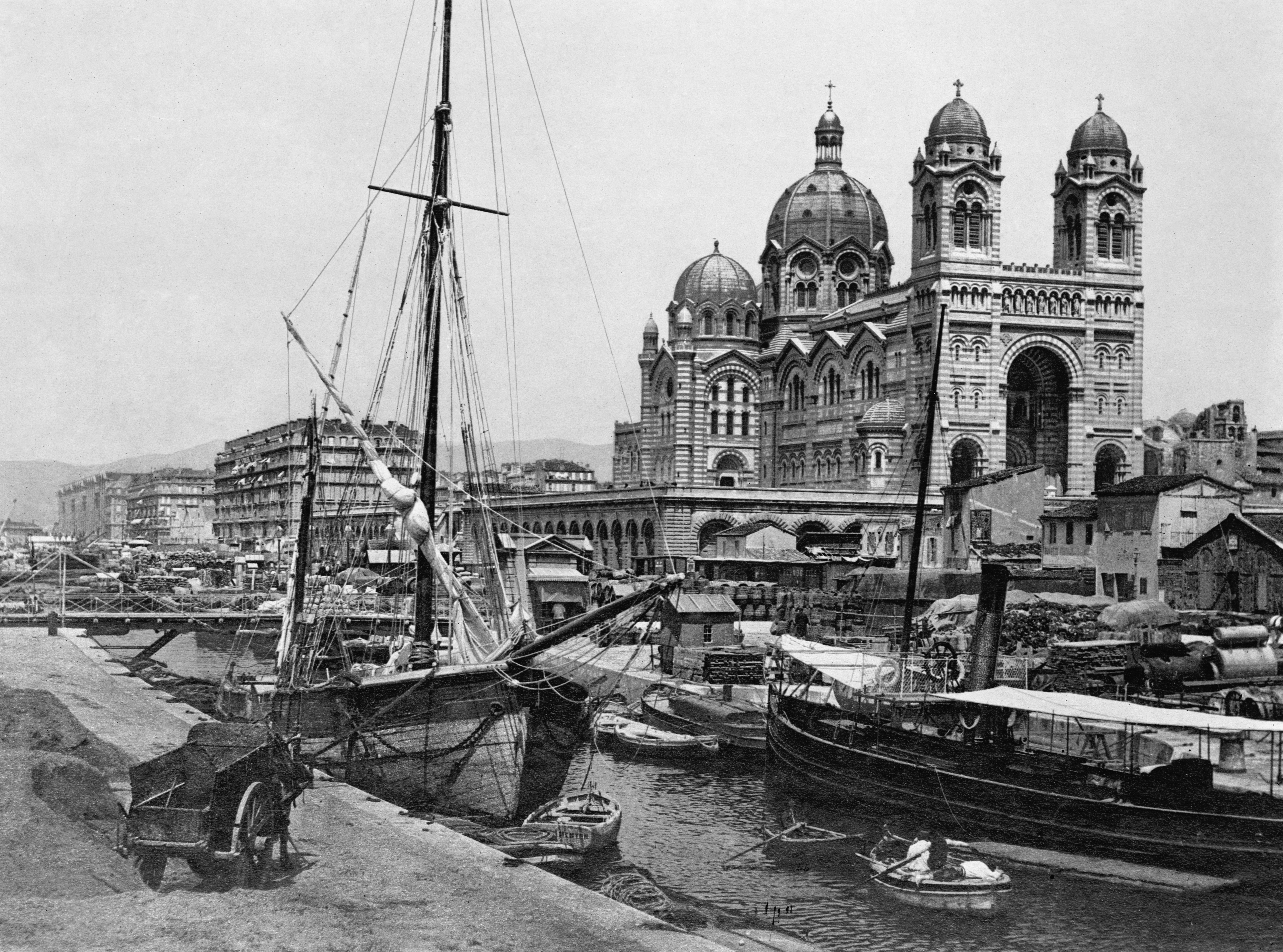
Ancienne photographie de Marseille, montrant la cathédrale.

L'auteur, Jean Contrucci, s'est inspiré d'un fait divers datant de 1890, et relayé par les journaux de l'époque. Si les lieux, ainsi que la trame générale de l'histoire, sont inchangés, certains personnages ont quant à eux été renommés ou imaginés. Mme Mouttet est ainsi devenue Mme Magnan, Louis Cauvain se prénomme Louis Coulon dans le roman, ou encore Marie Michel devient Adèle Cayol. Les personnages principaux, Raoul Signoret et Eugène Baruteau sont, eux, librement imaginés par l'auteur, tout comme certains événements du roman qui relèvent donc entièrement de la fiction.

## Résumé
Chapitre 1 : 

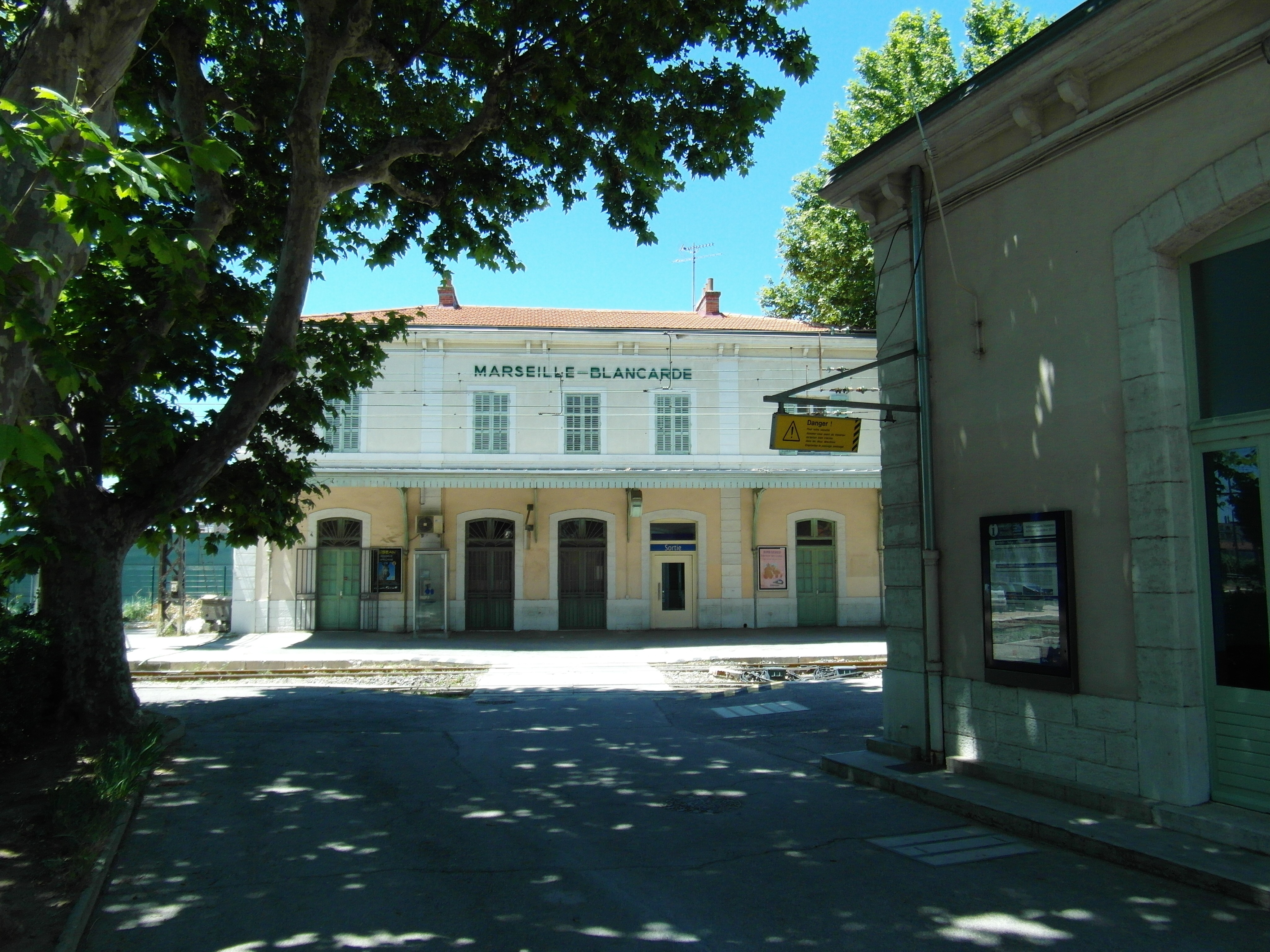
La Blancarde aujourd'hui - la gare.

Le 16 décembre 1891 à Marseille, Marie-Thérèse Magnan est retrouvée morte chez elle, assassinée. De sa fenêtre, Charles Bonnafoux, chef d'escadron en retraite, a observé la scène. Le fils adoptif de Mme Magnan, Louis Coulon, est présumé coupable du meurtre. Les policiers amènent au commissariat Adèle Cayol, la bonne de la victime, et Louis Coulon.
Chapitre 2 :
Raoul Signoret, reporter au Petit Provençal, vient enquêter sur le lieu du crime. Il discute avec M. Bonnafoux sur l'affaire de la Blancarde : le meurtre a eu lieu vers neuf heures. La victime a lutté d'après les traces de sang retrouvées sur les draps, elle a succombé à une strangulation. À la suite de cette discussion, on remarque que Louis Coulon est le principal héritier de Mme Magnan, il devient donc le principal suspect.
Chapitre 3 :
Eugène Baruteau, commissaire principal de la Sûreté et oncle de Raoul Signoret, a rendez-vous avec celui-ci au Grand Café turc pour discuter de l'affaire de la Blancarde. Baruteau est persuadé que Coulon a étranglé sa mère adoptive. Le commissaire informe son neveu que Coulon n'a pas passé plus de cinq minutes avec le corps de sa mère et, cinq heures après avoir vu le cadavre, il a enfin prévenu un voisin. Il déclare que comme par hasard, les papiers pour l'héritage ont atterri chez Coulon, à l'exception du testament. L'enquête va s'orienter vers ce mystère.
Chapitre 4 :
Le journaliste Raoul Signoret se rend chez Adélaïde Fouque, une voisine de la victime, pour l'interroger sur l'affaire et pour compléter le portrait du suspect n°1. Elle sait des choses qui font avancer l'enquête : les Coulon avaient des problèmes d'argent et une semaine avant le meurtre, le fils adoptif avait souhaité que la victime meure. D'après Adélaïde, la victime abusait de la petite Adèle Cayol. 
Chapitre 5 :
Raoul rend visite à son oncle afin d'avoir des informations sur l'enquête. Le commissaire lui donne des renseignements. Louis Coulon serait donc coupable, il aurait demandé de l'aide à Adèle Cayol afin de tuer Marie-Thérèse Magnan, et il l'aurait menacée. Par conséquent, il y aurait  eu un complot contre la vieille femme.
Chapitre 6 :
Dans le chapitre 6  se déroule le procès de Louis. À la suite de différentes accusations, il avoue être allé voir Adèle, mais celle-ci l'ayant repoussé, il retourne au domicile conjugal à 9 h, à l'heure même où sa mère est assassinée. Adèle le confirme, mais les juges se rendent compte que dans son témoignage, il y a énormément d'incohérences.
Chapitre 7 :
Le héros Raoul Signoret se voit remettre une lettre anonyme par l'avocat de l’accusé Louis Coulon, plaidant l'innocence de celui-ci et demandant de l'aide pour l'acquitter, ainsi que certaines pistes sur l'assassinat de Marie-Thèrese Magnan. Il apprend par la même occasion que le condamné avait une relation extra-conjugale avec la petite bonne Adèle Cayol.
Chapitre 8 :
Raoul Signoret a rendez-vous avec la jeune et jolie Cécile Jacquemet. Sur son chemin, à la suite d'un concours de circonstances extraordinaires, il tombe sur Adèle Cayol qui lui raconte son exclusion du couvent et sa rencontre avec Martha qui la prend sous son aile après son placement au refuge, mais qui l'oblige à se prostituer.
Chapitre 9 :
Raoul Signoret se rend au théâtre dans l'espoir de voir Cécile dont il rencontre la mère, Mme Jacquemet, qui l'invite mercredi après-midi à l'heure du thé.
Chapitre 10 :
Raoul rend visite à Adèle à la maison close pour lui poser des questions au sujet de la lettre anonyme qui évoque la présence d'un homme avec la jeune femme. Celle-ci refuse de répondre à ses questions.
Chapitre 11 :
Raoul se rend à l'hôtel particulier de la famille Jacquemet pour y voir la mère de Cécile. Celle-ci veut lui annoncer qu'elle avait changé d'avis sur sa décision concernant les fiançailles entre sa fille et Raoul, après avoir appris (par un homme qui travaille avec son époux) qu'il fréquentait des maisons closes. Raoul essaie de se défendre en expliquant qu'il est victime d'un malheureux concours de circonstances.
Chapitre 12:
Raoul Signoret reçoit un petit mot de Cécile qui lui donne rendez-vous devant son école d'infirmière. Après ce rendez-vous caché, ils se rendent chez lui pour se voir intimement.
Cécile lui propose qu'ils continuent de se voir tous les lundis entre midi et deux heures, alors qu'elle est censée avoir cours d'italien à cette heure-ci.
Chapitre 13 :
Cécile réussit à rentrer dans le pavillon Sainte-Madeleine (endroit où se trouvent les prostituées) en se faisant passer pour une infirmière pour pouvoir interroger Adèle Cayol.
Elle veut lui poser des questions à propos de Louis Coulon mais Adèle se met à hurler de panique, tombe et fait une crise d'épilepsie. Cécile pense à cause de la réaction d'Adèle que celle-ci est impliquée dans la mort de Mme Magnan ; elle s'en va discrètement.
Chapitre 14 :
Raoul Signoret va parler à Charles Bonnafoux, son oncle, pour avoir des informations supplémentaires.
Chapitre 15 :
Raoul Signoret revient de Toulon, après avoir trouvé l'identité du soldat inconnu. Il fait des recherches sur Momond Graziani, en prison à Marseille, l'ami d'enfance de Giabiconi Raymond (le soldat inconnu).
Après une accumulation d'informations, il va relancer l'affaire de la Blancarde.
Chapitre 16 :
Adèle Cayol est convoquée par le procureur général de Marseille, dans son cabinet. La jeune fille, intimidée par le procureur, avoue avoir tué Mme Magnan. Le procureur pense qu’elle était présente lors du crime, mais ne croit toujours pas que Coulon est innocent.
Chapitre 17 :
Raoul se rend à Riom pour assister au jugement d'Adèle Cayol. Pour son oncle, le commissaire, l'affaire est close, mais pour Raoul elle ne fait que commencer. 
Avant de partir, Raoul rend visite au curé de Saint Naphre pour avoir confirmation que Cécile était allée voir Adèle à l'hôpital de la Conception. Mais le curé reçoit mal Raoul sous prétexte que c'est un journaliste. Après avoir négocié, Raoul réussit à obtenir des informations. En effet, le curé proclame l'innocence de Coulon, et prétend qu'Adèle est coupable.
Chapitre 18 :

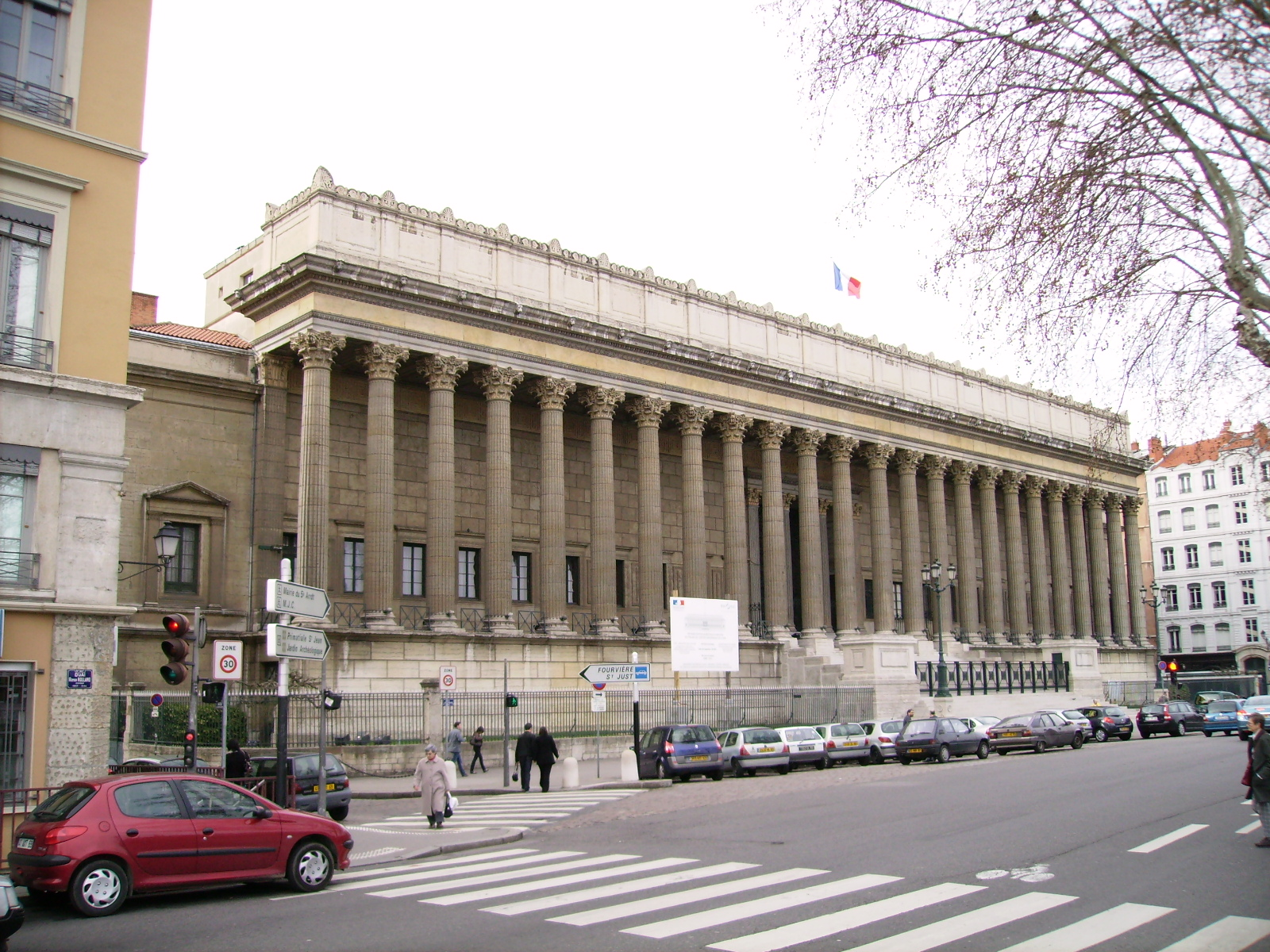
Palais de justice historique de Lyon, où se trouve la Cour d'assises qui juge Louis Coulon.

Le père de Cécile veut marier sa fille avec Sébastien Julliand. Cécile ne voulant pas se marier avec lui, désobéit à son père, au risque d'être déshéritée, pour rester avec Raoul. Celui-ci rencontre M. Gropierres, le défenseur de Coulon. Ils vont au restaurant et discutent à propos d'une lettre qu'a reçu M. Gropierres. Cette lettre indiquerait la présence d'une autre personne lors du crime. Cependant l'avocat ne veut pas s'en servir pour défendre son client.
Chapitre 21 :
Louis Coulon est jugé pour la quatrième fois par la Cour d'assises de Lyon pour la même affaire. On apprend qu'il est acquitté, ce qui fut une grande joie pour l'assemblée.
Adèle Cayol demeure enfermée.
Chapitre 23 :
Louis Coulon écrit une lettre avant de se suicider. Il annonce qu'il n'a pas tué Mme Magnan, que la bonne de sa mère et qu'Adèle Cayol se moquait de lui.
Chapitre 25 :
Le livre se termine sur le mariage de Cécile et Raoul le 30 janvier 1897. 
Lors de la cérémonie, Cécile annonce à ses invités qu'elle est enceinte : elle est persuadée que c'est un garçon.

## Personnages principaux
Source : Jean CONTRUCCI : L'Énigme de la Blancarde, sur leslecturesdelonclepaul.over-blog.com (consulté le 8 avril 2014).

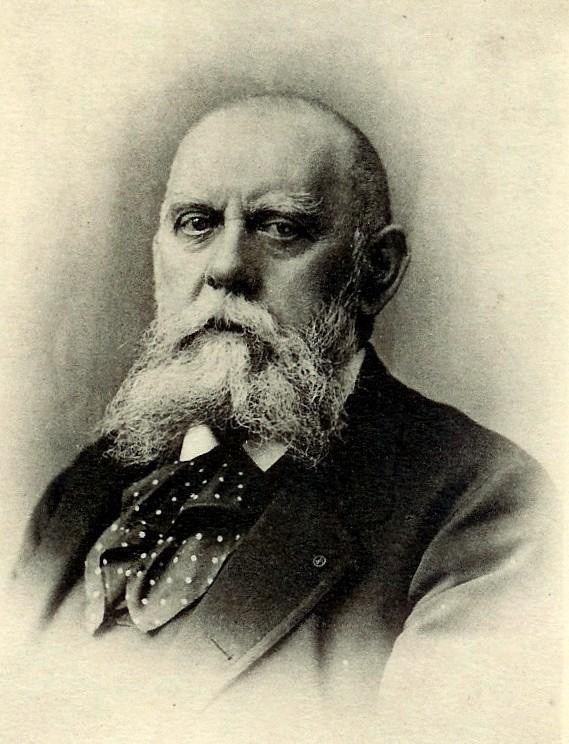
Geoffroy Velten, l'un des fondateurs de La Jeune République, qui deviendra Le Petit Provençal.

- Raoul Signoret : personnage principal, il est journaliste au Petit Provençal à Marseille.
- Mme Magnan : une riche veuve octogénaire assassinée.
- Louis Coulon  : fils adoptif dépensier qui a beaucoup de dettes à cause de son addiction au jeu.
- Adèle Cayol : la bonne de Mme Magnan, âgée de quinze ans.
- Eugène Baruteau : oncle de Raoul Signoret et directeur de la sûreté à Marseille.
- Cécile Jacquemet : amante de Raoul Signoret ; les deux personnages partagent des sentiments amoureux.
- Charles Bonnafoux : chef d'escadron à la retraite, voisin de Mme Magnan.

## Accueil du roman
Le roman et son auteur, Jean Contrucci, se voient décerner le grand prix Paul-Féval de littérature populaire pour l'année 2003.
La revue de presse rassemblée par l'auteur fait apparaître des avis positifs et convergents : Marie Audrian souligne dans Le Point que le roman est « un polar brillant tiré d'une incroyable réalité : quatre cours d'assises n'ont pas fait la lumière sur une énigme à jamais irrésolue », Edmonde Charles-Roux, dans La Provence, remarque que l'auteur « a su donner autant d'importance à l'enquête elle-même et à ses multiples rebondissements, qu'au décor dans laquelle elle se déroule : c'est Marseille de la Belle Époque ». 
Jérôme Garcin fait un commentaire analogue dans Le Nouvel Observateur, en disant « Jean Contrucci a réussi la prouesse d'écrire, dans la grande tradition du genre, un vrai feuilleton populaire. [...] C'est aussi un portrait coloré de la cité phocéenne de la Belle Époque ».